# Aiatol·là

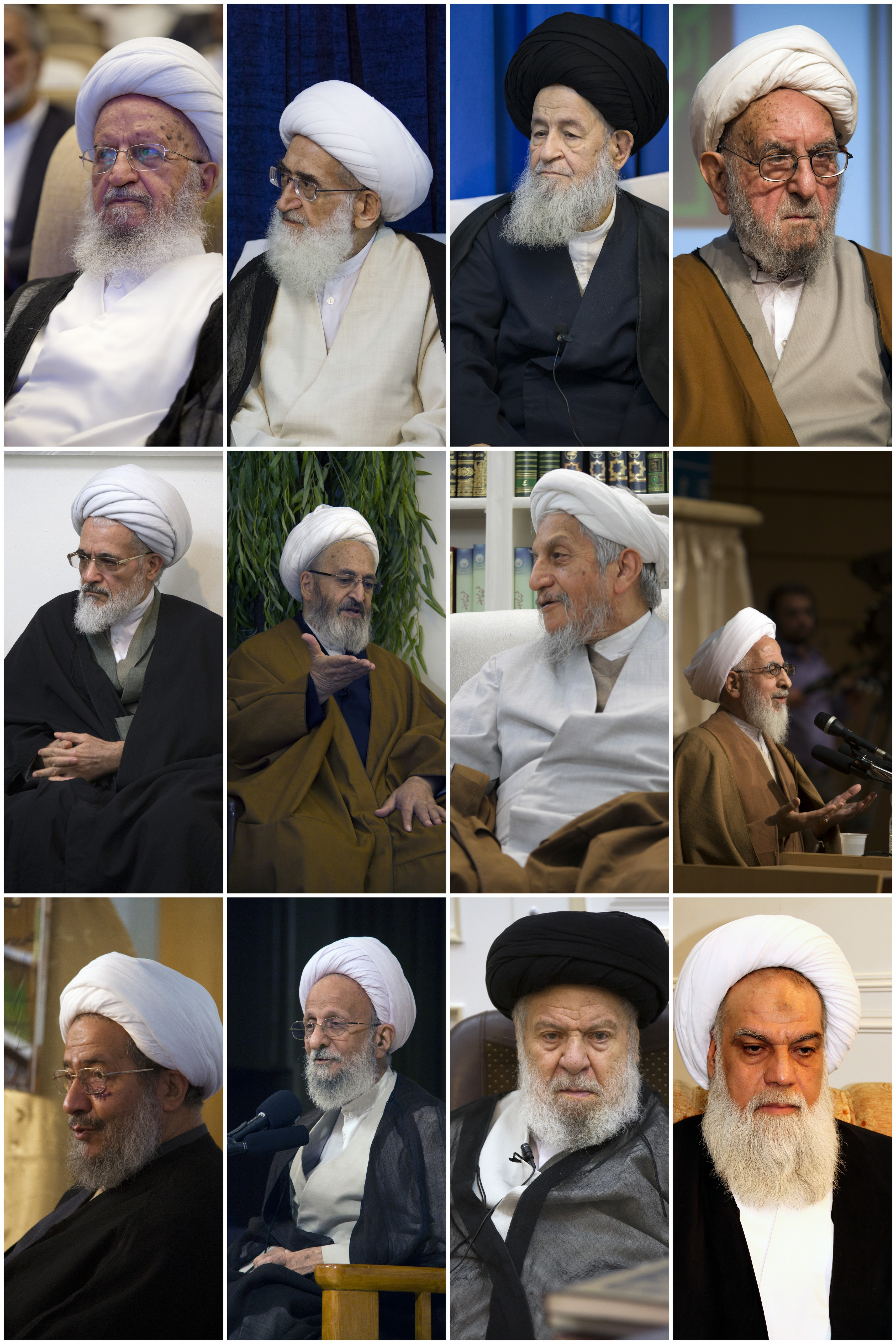

Aiatol·là (persa: آيت‌الله, ayatollah; àrab: آية الله, āyat Allāh) és un títol de distinció donat a un clergue xiïta. La paraula aiatol·là significa literalment ‘senyal de Déu’, ‘signe de Déu’. Els que porten aquest títol són experts en estudis islàmics com ara jurisprudència, ètica, filosofia i misticisme, i acostumen a dedicar-se a l'ensenyament a les hawza, les escoles de ciència islàmica.
El títol d'aiatol·là es concedeix per consens més que no pas per mitjà d'una cerimònia: a un imam amb prestigi, admirat i respectat per un gran nombre de seguidors, se li acosta un membre de la congregació i el nomena aiatol·là; d'altres donen notícia del fet. Si tothom hi està d'acord, l'imam passa a ser un aiatol·là, si no, hom continua dient-li imam.

## Gran aiatol·là
Uns quants d'aquests aiatol·làs són distingits amb el títol de gran aiatol·là o aiatol·là al-uzmà (àrab: آية الله العظمى, āyat Allāh al-ʿuẓmà) o marja (àrab: مرجع, marjaʿ o marjiʿ, ‘referència’ o ‘font de documentació’). Normalment hi ha un gran aiatol·là a l'Iraq i uns quants a l'Iran. Alguns grans aiatol·làs coneguts són Ali Khamenei, Ruhol·lah Khomeini, Ali al-Sistani, Kazem al-Haeri, Muhammad Fazel Lankarani o Mohammad Taqi al-Modarresi.